# Huancavelica (stad)
Huancavelica is een stad (ciudad) in de gelijknamige provincie, en in de gelijknamige regio van Peru. Ze telde in 2015 48.000 inwoners. De stad is gelegen in de Andes op een hoogte van 3660 meter boven zeeniveau.
De stad is gesticht op 4 augustus 1572 door de Spaanse onderkoning Francisco de Toledo. De stad was in de koloniale tijd van groot belang vanwege de mijnen waar kwik werd gewonnen.
De stad is de zetel van het rooms-katholieke bisdom Huancavélica.

## Bestuurlijke indeling
Deze stad (ciudad) bestaat uit twee districten:
- Ascension
- Huancavelica (hoofdplaats van de provincie)